# Seznam poslanců Českého zemského sněmu (1861–1867)
Toto je seznam poslanců Českého zemského sněmu v roce 1861. Zahrnuje všechny členy Českého zemského sněmu ve funkčním období od zemských voleb v roce 1861 do zemských voleb v lednu 1867. 
| Jméno                            | Kurie               | Volební obvod                                         | Strana                               | Poznámka |
| -------------------------------- | ------------------- | ----------------------------------------------------- | ------------------------------------ | --- |
| Adam Johann Herrmann             | městská             | Hajda, Šenov, Plottendorf, Parchen                    |                                      | Zvolen až v 3. kole o 1 hlas, volba pak napadnuta. Potvrzena v dubnu 1861.                                                            |
| Aehrenthal Johann                | velkostatkářská     | nesvěřenecké velkostatky                              |                                      | [ 4 ] |
| Althann Michael Karel            | velkostatkářská     | nesvěřenecké velkostatky                              |                                      | [ 4 ] |
| Appeltauer Maximilian            | velkostatkářská     | nesvěřenecké velkostatky                              |                                      | [ 4 ] |
| Auersperg Karel Vilém            | velkostatkářská     | nesvěřenecké velkostatky                              |                                      | [ 4 ] |
| Auersperg Vincenc                | velkostatkářská     | nesvěřenecké velkostatky                              |                                      | [ 4 ] |
| Bachofen v. Echt Clemens         | městská             | Varnsdorf                                             |                                      | Zvolen dodatečně před dubnem 1861. |
| Beer Jakub                       | velkostatkářská     | nesvěřenecké velkostatky                              |                                      | Zemřel 13. 6. 1866. |
| Becher Franz                     | velkostatkářská     | nesvěřenecké velkostatky                              |                                      | [ 4 ] |
| Belcredi Richard                 | velkostatkářská     |                                                       |                                      | Zvolen v únoru 1864. Rezignoval v říjnu 1865.                                                                                         |
| Benoni Josef                     | venk. obcí          | Nový Bydžov, Chlumec                                  |                                      | Zvolen v dubnu 1861. místo V. Poura.                                                                                                  |
| Berger Maxmilián                 | velkostatkářská     | nesvěřenecké velkostatky                              |                                      | [ 4 ] |
| Bernhard Athanasius              | velkostatkářská     | nesvěřenecké velkostatky                              |                                      | [ 4 ] |
| Bethmann Alexander               | velkostatkářská     | nesvěřenecké velkostatky                              |                                      | [ 4 ] |
| Bělský Václav                    | městská             | Praha-Nové Město                                      |                                      | Zvolen v prosinci 1863 místo F. V. Pštrosse.                                                                                          |
| Bibus Peter                      |                     |                                                       |                                      | Do sněmu zvolen podle některých pramenů dodatečně roku 1864.                                                                          |
| Bohuš z Otěšic Václav            | velkostatkářská     | nesvěřenecké velkostatky                              |                                      | [ 4 ] |
| Brauner František August         | venk. obcí          | Přeštice, Nepomuk                                     | ofic. český kandidát                 | [ 16 ] |
| Brauner František August         | venk. obcí          | Domažlice, Nová Kdyně                                 | v tomto obvodu nez. český kandidát   | Zvolen ve více obvodech, zde po volbách na mandát rezignoval. Pak zde zvolen ofic. český kandidát Jakub Škarda.                       |
| Brinz Alois                      | městská             | Karlovy Vary, Jáchymov                                |                                      | Ztratil mandát před zářím 1866 kvůli vystěhování do zahraničí.                                                                        |
| Brosche Karl Eduard              | obch. a živn. komor | Praha                                                 |                                      | Zemřel 16. 9. 1866. |
| Clam-Martinic Jindř. Jaroslav    | velkostatkářská     | nesvěřenecké velkostatky                              |                                      | [ 4 ] |
| Claudi Eduard                    | velkostatkářská     | nesvěřenecké velkostatky                              |                                      | [ 4 ] |
| Czernin Eugen                    | velkostatkářská     | svěřenecké velkostatky                                |                                      | [ 19 ] |
| Černín Jaromír                   | velkostatkářská     | nesvěřenecké velkostatky                              |                                      | [ 4 ] |
| Černín Otakar                    | velkostatkářská     | nesvěřenecké velkostatky                              |                                      | [ 4 ] |
| Čížek Antonín                    | venk. obcí          | Kolín, Kouřim, Uhlířské Janovice                      |                                      | Zvolen v říjnu 1865 místo V. Milnera.                                                                                                 |
| Čupr František                   | venk. obcí          | Chrudim, Nasavrky                                     | nez. český kandidát                  | Zvolen ve více obvodech, zde po volbách na mandát rezignoval. Pak zvolen jako ofic. český kandidát Skuherský Rudolf                   |
| Čupr František                   | venk. obcí          | Vysoké Mýto, Skuteč, Hlinsko                          | ofic. český kandidát                 | [ 1 ] [ 16 ] |
| Daněk Čeněk                      | městská             | Karlín                                                | ofic. český kandidát                 | [ 18 ] |
| Daneš František                  | venk. obcí          | Rakovník, Křivoklát, Nové Strašecí, Louny             | ofic. český kandidát                 | Rezignoval v říjnu 1866. |
| Daubek Eduard                    | velkostatkářská     | nesvěřenecké velkostatky                              |                                      | [ 4 ] |
| Desfours-Walderode Franz         | velkostatkářská     | svěřenecké velkostatky                                |                                      | [ 19 ] |
| Dreßler Wenzel                   |                     |                                                       |                                      | Do sněmu zvolen podle některých pramenů dodatečně roku 1866.                                                                          |
| Dvořák Šimon                     | městská             | Hořovice, Beroun, Rokycany, Radnice                   | ofic. český kandidát                 | [ 25 ] |
| Ehrlich v. Treuenstätt Ludwig    | městská             | Liberec                                               | ofic. německý kandidát               | [ 18 ] |
| Eichmann Julius                  | obch. a živn. komor | Liberec                                               |                                      | [ 26 ] [ 25 ] |
| Eisenstein August                | velkostatkářská     | nesvěřenecké velkostatky                              |                                      | [ 4 ] |
| Eisenstein Václav                | velkostatkářská     | nesvěřenecké velkostatky                              |                                      | [ 4 ] |
| Eyssert Adalbert                 | venk. obcí          | Rumburk, Varnsdorf                                    | v tomto obvodu nez. německý kandidát | Rezignoval v září 1866. |
| Eyssert Adalbert mladší          | městská             | Rumburk                                               |                                      | Zvolen v květnu 1864. Mandát odmítl přijmout.                                                                                         |
| Esop Josef                       | venk. obcí          | Hořice, Nová Paka                                     | ofic. český kandidát                 | [ 1 ] [ 25 ] |
| Faber Karel                      | venk. obcí          | Kutná Hora                                            |                                      | Do sněmu zvolen dodatečně před rokem 1864.                                                                                            |
| Fischer Franz                    | venk. obcí          | Trutnov, Hostinné, Maršov, Žacléř                     |                                      | Rezignoval v lednu 1863. |
| Fischer Karl Heinrich            | velkostatkářská     | nesvěřenecké velkostatky                              |                                      | Zemřel r. 1862. |
| Fleischer Wenzel                 | městská             | Litoměřice, Lovosice                                  | ofic. německý kandidát               | [ 25 ] |
| Forgách Anton                    | městská             | Praha-Malá Strana                                     | podporován českou stranou            | Zde mandát přijal. Rezignoval v září 1862.                                                                                            |
| Forgách Anton                    | městská             | Třeboň, Lišov, Týn n. Vltavou                         | nez. český kandidát                  | V tomto obvodu mandát nepřijal. |
| Forster Emanuel                  | městská             | Rumburk                                               |                                      | Zvolen v říjnu 1865 místo A. Eysserta mladšího.                                                                                       |
| Frič Josef František             | městská             | Praha-Staré Město                                     | ofic. český kandidát                 | [ 35 ] |
| Fürstenberg Emil                 | velkostatkářská     | nesvěřenecké velkostatky                              |                                      | Rezignoval před zářím 1866. |
| Fürstenberg Max                  | velkostatkářská     | svěřenecké velkostatky                                |                                      | [ 19 ] |
| Fürstl von Teichek Rudolf st.    | velkostatkářská     |                                                       |                                      | Nastoupil r. 1863 |
| Fürth Josef                      | obch. a živn. komor | Plzeň                                                 |                                      | [ 18 ] |
| Gabriel Josef Ambrož             | venk. obcí          | Sušice, Kašperské Hory                                | v tomto obvodu nez. český kandidát   | [ 22 ] |
| Görner Anton                     | venk. obcí          | Kaplice, Nové Hrady, Vyšší Brod                       | v tomto obvodu nez. německý kandidát | [ 41 ] [ 42 ] |
| Göttl Hugo                       | venk. obcí          | Jáchymov, Blatno                                      |                                      | Zvolen v listopadu 1865 místo F. Leidla.                                                                                              |
| Götzl Josef                      |                     |                                                       |                                      | Do sněmu zvolen podle některých pramenů dodatečně roku 1865.                                                                          |
| Grégr Eduard                     | venk. obcí          | Ledeč, Dolní Kralovice                                | ofic. český kandidát                 | [ 22 ] |
| Grohmann Josef Virgil            | venk. obcí          | Kraslice, Nejdek                                      |                                      | Zvolen v listopadu 1863 místo T. Pilze.                                                                                               |
| Gross Gustav Heinrich            | městská             | Varnsdorf                                             |                                      | Po zvolení rezignoval. |
| Grüner Ignaz                     | městská             | Krumlov, Kaplice, Nové Hrady, Vyšší Brod              |                                      | Rezignoval v květnu 1866. |
| Grünwald Vendelín                | městská             | Třeboň, Lišov, Týn n. Vltavou                         |                                      | Zvolen v dubnu 1861 místo A. Forgácha.                                                                                                |
| Gschier Anton                    | městská             | Cheb                                                  |                                      | [ 18 ] |
| Haas Eusebius                    | velkostatkářská     | nesvěřenecké velkostatky                              |                                      | Rezignoval v listopadu 1866. |
| Haase Andreas                    | obch. a živn. komor | Praha                                                 |                                      | Rezignoval v prosinci 1861. |
| Hamerník Josef                   | městská             | Tábor, Kamenice, Pelhřimov                            | ofic. český kandidát                 | [ 35 ] |
| Hanika Josef                     |                     |                                                       |                                      | Nastoupil r. 1864. |
| Hanisch Julius                   | venk. obcí          | Litoměřice, Lovosice, Úštěk                           | nez. německý kandidát                | [ 15 ] |
| Hanl Karel Boromejský            | virilisté           | biskup královéhradecký                                |                                      | |
| Hardtmuth Carl                   | obch. a živn. komor | Budějovice                                            |                                      | Uváděn i jako Carl Hardtmuth. |
| Harrach František Arnošt         | velkostatkářská     | svěřenecké velkostatky                                |                                      | [ 19 ] |
| Hartig Edmund                    | velkostatkářská     | nesvěřenecké velkostatky                              |                                      | [ 4 ] |
| Hasner v. Artha Leopold          | městská             | Praha-Staré Město                                     | podporován českou stranou            | [ 35 ] |
| Hassmann Theodor                 | městská             | Žatec, Kadaň                                          | nezávislý něm. kand.                 | [ 18 ] |
| Hauschild Ignác                  | městská             | Hradec Králové, Jaroměř, Josefov                      | ofic. český kandidát                 | [ 35 ] |
| Havelka Matěj                    | městská             | Písek                                                 |                                      | [ 31 ] |
| Hecht Josef August               | venk. obcí          | Falknov, Kynžvart                                     |                                      | Zemřel v prosinci 1861. |
| Heinl Marian Josef               | velkostatkářská     | nesvěřenecké velkostatky                              |                                      | [ 4 ] |
| Herbst Eduard                    | venk. obcí          | Šluknov, Haňšpach                                     | ofic. německý kandidát               | [ 1 ] [ 15 ] |
| Herrmann Franz                   | venk. obcí          | Frýdlant                                              | nez. německý kandidát                | [ 41 ] |
| Hielle Wolfgang                  | městská             | Mikulášovice, Zeidlery, Krásná Lípa                   |                                      | [ 31 ] |
| Hille Augustin Bartoloměj        | virilisté           | biskup litoměřický                                    |                                      | |
| Hoffmann Gustav                  | obch. a živn. komor | Praha                                                 |                                      | Zvolen v březnu 1862. Rezignoval před zářím 1866.                                                                                     |
| Höfler Konstantin                | městská             | Chomutov, Vejprty, Přísečnice                         | ofic. německý kandidát               | Zvolen v listopadu 1865. |
| Hruška Ferdinand                 | městská             | Litomyšl, Polička                                     | nez. český kandidát                  | Zemřel v únoru 1862. |
| Hubatka Karel                    | městská             | Slaný, Louny, Rakovník                                | ofic. český kandidát                 | [ 18 ] |
| Hueber Franz                     | městská             | Karlovy Vary, Jáchymov                                |                                      | Zvolen v listopadu 1866. |
| Hüller Rudolf                    | městská             | Kraslice, Nejdek, Schönbach                           |                                      | Zvolen v listopadu 1866. |
| Huscher Georg                    | obch. a živn. komor | Cheb                                                  |                                      | [ 25 ] |
| Jerie Willibald                  | městská             | Vrchlabí, Lanov, Hostinné                             |                                      | [ 31 ] |
| Jeřábek Jan                      | venk. obcí          | Votice, Sedlčany                                      |                                      | Do sněmu zvolen dodatečně roku 1864.                                                                                                  |
| Jílek Jan                        | venk. obcí          | Hořovice, Zbiroh                                      |                                      | Zvolen v prosinci 1865 místo A. Krásy.                                                                                                |
| Jindra Jakub                     | městská             | Litomyšl, Polička                                     | ofic. český kandidát                 | Zvolen v červnu 1862 místo F. Hrušky.                                                                                                 |
| Jirsík Jan Valerián              | virilisté           | biskup budějovický                                    |                                      | |
| Jordan Franz                     | obch. a živn. komor | Liberec                                               |                                      | [ 26 ] [ 25 ] |
| Kalina v. Jäthenstein Matthias   | velkostatkářská     |                                                       |                                      | Zvolen v únoru 1864. |
| Kinský Bedřich Karel             | velkostatkářská     | nesvěřenecké velkostatky                              |                                      | Zvolen v lednu 1866. |
| Kirschner Karl                   | velkostatkářská     | nesvěřenecké velkostatky                              |                                      | Zvolen v lednu 1866. Rezignoval před zářím 1866.                                                                                      |
| Klaudy Karel Leopold             | venk. obcí          | Jičín, Lomnice, Sobotka, Libáň                        | ofic. český kandidát                 | Rezignoval před zářím 1866. Opět zvolen v listopadu 1866.                                                                             |
| Klavík František Josef           | městská             | Budějovice                                            |                                      | [ 18 ] |
| Klier Franz                      | městská             | Děčín, Podmokly, Česká Kamenice, Chřibská             |                                      | [ 18 ] |
| Klimeš Josef                     | venk. obcí          | Chrudim, Nasavrky                                     |                                      | Zvolen v listopadu 1863 místo R. Skuherského.                                                                                         |
| Knobloch Josef Franz             | městská             | Cvikov, Mimoň                                         |                                      | [ 25 ] |
| Kodym Filip Stanislav            | venk. obcí          | Černý Kostelec, Český Brod                            | ofic. český kandidát                 | [ 1 ] [ 16 ] |
| Konrath August                   | obch. a živn. komor | Liberec                                               |                                      | Zvolen v lednu 1863. |
| Kopetz Heinrich                  | velkostatkářská     |                                                       | provládní kandidát                   | Zvolen v červnu 1862. |
| Korb v. Weidenheim Franz         | velkostatkářská     | nesvěřenecké velkostatky                              |                                      | [ 4 ] |
| Korb v. Weidenheim Karl          | velkostatkářská     | nesvěřenecké velkostatky                              |                                      | [ 4 ] |
| Korb v. Weidenheim Karl starší   | obch. a živn. komor | Plzeň                                                 |                                      | Zvolen dodatečně 31. 10. 1866. |
| Král Josef                       | venk. obcí          | Rokycany, Blovice                                     | ofic. český kandidát                 | [ 22 ] |
| Kralert František                | venk. obcí          | Pelhřimov, Pacov, Kamenice, Počátky                   | ofic. český kandidát                 | |
| Krása Alois                      | venk. obcí          | Hořovice, Zbiroh                                      | ofic. český kandidát                 | Rezignoval v listopadu 1865. |
| Kratochvíl Václav                | venk. obcí          | Mělník, Roudnice                                      | ofic. český kandidát                 | [ 22 ] |
| Kratochvíle Jan                  | venk. obcí          | Tábor, Mladá Vožice, Soběslav, Veselí                 | ofic. český kandidát                 | [ 22 ] [ 16 ] |
| Krause Ignaz                     | obch. a živn. komor | Liberec                                               |                                      | Zvolen v říjnu 1865. Rezignoval v říjnu 1866.                                                                                         |
| Krejčí František Petr            | městská             | Praha-Hradčany                                        | ofic. český kandidát                 | [ 18 ] |
| Krejčí Jan                       | venk. obcí          | Březnice, Blatná, Mirovice                            | v tomto obvodu nez. český kandidát   | Zvolen ve více obvodech, zde po volbách na mandát rezignoval. Pak zde zvolen ofic. český kandidát Václav Vladivoj Tomek.              |
| Krejčí Jan                       | venk. obcí          | Prachatice, Netolice                                  | ofic. český kandidát                 | [ 22 ] |
| Krouský Jan                      | venk. obcí          | Mladá Boleslav, Mnich. Hradiště, Bělá                 | ofic. český kandidát                 | [ 1 ] |
| Krziwanek Eduard                 | velkostatkářská     | nesvěřenecké velkostatky                              |                                      | [ 4 ] |
| Kulda Metod                      | venk. obcí          | Votice, Sedlčany                                      | ofic. český kandidát                 | Rezignoval r. 1863. |
| Lambl Jan                        | venk. obcí          | Rychnov, Kostelec                                     | ofic. český kandidát                 | [ 1 ] |
| Landrock Bedřich                 | venk. obcí          | Dvůr Králové, Jaroměř                                 | ofic. český kandidát                 | Rezignoval v prosinci 1862. |
| Laufberger Franz                 | městská             | Rokytnice, Jilemnice                                  |                                      | Rezignoval v listopadu 1866. |
| von Lämmel Leopold               | městská             | Praha-Josefov                                         |                                      | [ 18 ] |
| Ledebour Adolf                   | velkostatkářská     | nesvěřenecké velkostatky                              |                                      | [ 4 ] |
| Leeder Friedrich                 | venk. obcí          | Cheb, Vildštejn, Aš                                   |                                      | Zvolen 6. března 1862 místo Ch. Loimanna.                                                                                             |
| Leidl Franz                      | venk. obcí          | Jáchymov, Blatno                                      | nez. německý kandidát                | Rezignoval v říjnu 1865. |
| Liebig Franz                     | městská             | Liberec                                               |                                      | Do sněmu zvolen podle některých pramenů dodatečně roku 1866.                                                                          |
| Liebig Johann                    | městská             | Liberec                                               |                                      | Rezignoval v květnu 1864. |
| Liebig Johann mladší             | obch. a živn. komor | Liberec                                               |                                      | Zvolen v listopadu 1866. |
| Lill von Lilienbach Alois        | městská             | Příbram, Březové Hory                                 | nez. kandidát                        | Rezignoval v listopadu 1866. |
| Limbeck Johann                   | velkostatkářská     | nesvěřenecké velkostatky                              |                                      | [ 4 ] |
| Limbeck Karl                     | venk. obcí          | Falknov, Kynžvart                                     |                                      | Zvolen 6. března 1862. |
| Lippmann Josef v. Lissingen      | obch. a živn. komor | Praha                                                 |                                      | Zvolen r. 1865. |
| Lobkowitz Ferdinand              | velkostatkářská     | svěřenecké velkostatky                                |                                      | Rezignoval r. 1863. |
| Loimann Christof                 | venk. obcí          | Cheb, Vildštejn, Aš                                   | ofic. německý kandidát               | Zemřel v lednu 1862. |
| Lumbe Josef Tadeáš               | velkostatkářská     | nesvěřenecké velkostatky                              |                                      | [ 4 ] |
| Macháček Josef                   | venk. obcí          | Smíchov, Zbraslav, Beroun, Unhošť                     | ofic. český kandidát                 | [ 1 ] |
| Majer Antonín                    | městská             | Strakonice, Sušice, Vodňany                           | nez. český kandidát                  | [ 25 ] |
| Malovec Arnošt                   | velkostatkářská     | nesvěřenecké velkostatky                              |                                      | [ 4 ] |
| Maresch Johann                   | městská             | Šluknov, Ehrenberg, Haňšpach                          |                                      | Zvolen v dubnu 1861. Rezignoval v květnu 1866.                                                                                        |
| Mareš Antonín                    | městská             | Kolín, Kouřim, Poděbrady                              | nez. český kandidát                  | [ 35 ] |
| Mastný Vincenc                   | městská             | Lomnice, Nová Paka, Sobotka                           | nez. český kandidát                  | Uváděn též jako Čeněk Mastný. Rezignoval r. 1863.                                                                                     |
| Matoušovský Alois                | venk. obcí          | Klatovy, Plánice, Nýrsko                              | ofic. český kandidát                 | Rezignoval v říjnu 1866. |
| Mayer Ernst                      | městská             | Vimperk, Prachatice, Volary                           |                                      | [ 31 ] |
| z Mayersbachu Adolf              | venk. obcí          | Jílové, Říčany                                        | nez. český kandidát                  | [ 1 ] |
| z Mayersbachu Vilém              | velkostatkářská     | nesvěřenecké velkostatky                              |                                      | [ 4 ] |
| Mercandin Franz                  | velkostatkářská     | nesvěřenecké velkostatky                              |                                      | [ 4 ] |
| Milner Václav                    | venk. obcí          | Kolín, Kouřim, Uhlířské Janovice                      |                                      | Zvolen v dubnu 1861 Zemřel 14. 7. 1864.                                                                                               |
| Mladota ze Solopisk František    | velkostatkářská     | nesvěřenecké velkostatky                              |                                      | [ 4 ] |
| Morzin Rudolf                    | velkostatkářská     | nesvěřenecké velkostatky                              |                                      | [ 4 ] |
| Musil Veit                       | městská             | Georgswalde, Königswalde                              |                                      | Rezignoval r. 1862. |
| Náprstek Vojta                   | městská             | Lomnice, Nová Paka, Sobotka                           |                                      | Zvolen v listopadu 1863 místo V. Mastného.                                                                                            |
| Nerradt Franz                    | městská             | Liberec                                               |                                      | Zvolen v dubnu 1861 Rezignoval v říjnu 1866.                                                                                          |
| Neumann Wenzel                   | venk. obcí          | Liberec, Jablonec, Tanvald                            | nez. německý kandidát                | [ 1 ] |
| Neupauer Karl                    | velkostatkářská     | nesvěřenecké velkostatky                              |                                      | [ 4 ] |
| Nostitz-Rieneck Albert           | velkostatkářská     | nesvěřenecké velkostatky                              |                                      | [ 4 ] |
| Nostic Ervín                     | velkostatkářská     | svěřenecké velkostatky                                |                                      | [ 19 ] |
| Nostic Hugo                      | velkostatkářská     | nesvěřenecké velkostatky                              |                                      | Zvolen v lednu 1866. |
| Nostitz Josef                    | velkostatkářská     | svěřenecké velkostatky                                |                                      | [ 19 ] |
| Obst Gustav                      | velkostatkářská     | nesvěřenecké velkostatky                              |                                      | [ 4 ] |
| Palacký František                | městská             | Praha-Nové Město                                      | ofic. český kandidát                 | Zvolen ve více obvodech, zde po volbách na mandát rezignoval.                                                                         |
| Palacký František                | venk. obcí          | Karlín, Brandýs                                       | v tomto obvodu nez. český kandidát   | Zvolen ve více obvodech, zde si po volbách mandát ponechal.                                                                           |
| Palacký František                | venk. obcí          | Strakonice, Horažďovice                               | v tomto obvodu nez. český kandidát   | Zvolen ve více obvodech, zde po volbách na mandát rezignoval. Pak zde zvolen ofic. český kandidát E. Tonner.                          |
| Palme Ignaz                      | venk. obcí          | Jablonné, Chrastava                                   | ofic. německý kandidát               | Uváděn též jako Josef Palme. |
| Pankrác František                | městská             | Plzeň                                                 |                                      | [ 18 ] |
| Peche Josef Karel                | velkostatkářská     | nesvěřenecké velkostatky                              |                                      | [ 4 ] |
| Pfeiffer Josef                   | městská             | Jablonec, Hodkovice, Smržovka                         | ofic. německý kandidát               | [ 18 ] |
| Pickert Karl                     |                     |                                                       |                                      | Do sněmu zvolen podle některých pramenů dodatečně roku 1866.                                                                          |
| Pilz Theodor                     | městská             | Kraslice, Nejdek, Schönbach                           | ofic. německý kandidát               | [ 31 ] |
| Pilz Theodor                     | venk. obcí          | Kraslice, Nejdek                                      | v tomto obvodu nez. německý kandidát | Zemřel v červnu 1863. |
| Pinkas Adolf Maria               | městská             | Praha-Malá Strana                                     | ofic. český kandidát                 | [ 35 ] |
| Platzer Vilém                    | venk. obcí          | Jindřichův Hradec, Lomnice, Třeboň, N. Bystřice       | nez. český kandidát                  | [ 22 ] [ 15 ] |
| Plener Ignaz                     | obch. a živn. komor | Cheb                                                  |                                      | [ 25 ] |
| Podlipský Josef                  | venk. obcí          | Nymburk, Benátky                                      |                                      | Zvolen dodatečně 2. 4. 1861. Původně zvolen 18. 3. V. Vávra, jehož volba zrušena ze soudních důvodů.                                  |
| Pollach Štěpán                   | městská             | Praha-Hradčany                                        | ofic. český kandidát                 | [ 18 ] |
| Porák Antonín                    | městská             | Trutnov, Broumov, Police                              |                                      | V databázi psp.cz patrně chybně uveden Šimon Dvořák.                                                                                  |
| Pour Václav                      | venk. obcí          | Pardubice, Holice, Přelouč                            | nez. český kandidát                  | Rezignoval před zářím 1866. |
| Pour Václav                      | venk. obcí          | Nový Bydžov, Chlumec                                  | nez. český kandidát                  | Zvolen ve více obvodech, zde po volbách na mandát rezignoval. Pak zvolen Josef Benoni jako ofic. český kandidát.                      |
| Práchenský Josef Stanislav       | městská             | Mělník, Brandýs n. L., Roudnice                       | ofic. český kandidát                 | [ 35 ] |
| Pštross František Václav         | městská             | Praha-Nové Město                                      |                                      | Zvolen v dubnu 1861 Zemřel v červnu 1863.                                                                                             |
| Purkyně Jan                      | venk. obcí          | Slaný, Velvary, Libochovice                           | ofic. český kandidát                 | [ 1 ] |
| Racek Matěj                      | venk. obcí          | Milevsko, Sedlec, Bechyně                             | nez. český kandidát                  | [ 1 ] [ 16 ] |
| Rasp Johann                      | městská             | Planá, Tachov, Stříbro, Žandov                        |                                      | [ 1 ] [ 25 ] |
| Redlhammer Eduard                | obch. a živn. komor | Liberec                                               |                                      | Zvolen v lednu 1863. |
| Reichert Václav                  |                     |                                                       |                                      | Do sněmu zvolen podle některých pramenů dodatečně roku 1866.                                                                          |
| Rieger František Ladislav        | venk. obcí          | Kolín, Kouřim, Uhlířské Janovice                      | ofic. český kandidát                 | Zvolen ve více obvodech, zde po volbách na mandát rezignoval.                                                                         |
| Rieger František Ladislav        | venk. obcí          | Semily, Železný Brod                                  | ofic. český kandidát                 | [ 1 ] |
| Riese-Stallburg Werner Friedrich | velkostatkářská     | nesvěřenecké velkostatky                              |                                      | [ 4 ] |
| Ringhoffer František             | městská             | Smíchov                                               | nez. kandidát                        | Rezignoval v říjnu 1865. |
| Ringhoffer František             | velkostatkářská     | nesvěřenecké velkostatky                              |                                      | [ 4 ] |
| Rojek Jan                        | venk. obcí          | Nové Město n. M., Náchod, Opočno                      | ofic. český kandidát                 | [ 1 ] |
| Rosenauer Wenzel                 | venk. obcí          | Č. Krumlov, Chvalšiny, Planá                          | nez. německý kandidát                | [ 22 ] |
| Roth Hieronymus                  | venk. obcí          | Trutnov                                               |                                      | Zvolen v lednu 1863 místo F. Fischera.                                                                                                |
| Roth Karel                       | městská             | Chrudim, Heřmanův Městec                              | ofic. český kandidát                 | [ 35 ] |
| von Rothkirch-Panthen Karl       | velkostatkářská     | nesvěřenecké velkostatky                              |                                      | [ 4 ] |
| Rotter Ferdinand st.             | venk. obcí          | Žamberk, Králíky                                      | ofic. německý kandidát               | [ 1 ] |
| Rotter Jan Nepomuk               | velkostatkářská     |                                                       |                                      | Zvolen v únoru 1864. |
| Rumerskirch Karl                 | velkostatkářská     |                                                       |                                      | Nastoupil r. 1863 |
| Römheld Ernst                    | městská             | Most, Bílina, Horní Litvínov                          |                                      | Rezignoval v prosinci 1863. |
| Rösler Anton                     | venk. obcí          | Ústí n. Labem, Chabařovice                            | nez. německý kandidát                | [ 1 ] |
| Řezáč František Josef            | městská             | Mladá Boleslav, Nymburk                               | ofic. český kandidát                 | [ 35 ] |
| Sadil Ligor                      | městská             | Německý Brod, Polná, Humpolec                         | ofic. český kandidát                 | Zemřel 17. 9. 1866. |
| Salm-Reifferscheid Franz         | velkostatkářská     | svěřenecké velkostatky                                |                                      | [ 19 ] |
| Sandner Johann                   | městská             | Vildštejn, Kynšperk, Hazlov                           |                                      | [ 25 ] |
| Seidl Václav                     | městská             | Klatovy, Domažlice                                    | ofic. český kandidát                 | [ 25 ] |
| Seifert Wenzel                   | venk. obcí          | Plzeň, Touškov, Stříbro, Stod                         | ofic. německý kandidát               | [ 22 ] |
| Seitl František                  | městská             | Praha-Nové Město                                      | ofic. český kandidát                 | [ 25 ] |
| Schary Jan Michael               | obch. a živn. komor | Praha                                                 |                                      | [ 18 ] |
| Schindler Johann                 | městská             | Aš, Rossbach                                          | ofic. německý kandidát               | Rezignoval v září 1865. |
| Schlecht Johann                  | velkostatkářská     | nesvěřenecké velkostatky                              |                                      | Uváděn též jako Jan Schlöcht. |
| von Schmerling Anton             | městská             | Liberec                                               | ofic. německý kandidát               | [ 18 ] |
| von Schmerling Anton             | městská             | Šluknov, Ehrenberg, Haňšpach                          |                                      | [ 31 ] |
| von Schmerling Anton             | venk. obcí          | Horšovský Týn, Hostouň, Ronšperk                      | v tomto obvodu nez. německý kandidát | [ 22 ] |
| Schmeykal Franz                  | venk. obcí          | Česká Lípa, Mimoň, Hajda, Cvikov                      | ofic. německý kandidát               | [ 1 ] [ 15 ] |
| Schmidt Franz                    | obch. a živn. komor | Liberec                                               |                                      | Zvolen v dubnu 1861 |
| Schnabel Karl                    | venk. obcí          | Tachov, Přimda                                        |                                      | Zvolen v dubnu 1861. Po zvolení rezignoval. K 21. 3. uváděn zvolený poslanec Waldert Anton. Nakonec zde poslancem Johann von Wenisch. |
| Schovánek Antonín                | městská             | Jičín, Nový Bydžov                                    | ofic. český kandidát                 | [ 35 ] |
| Schöder Anton                    | venk. obcí          | Dubá, Štětí                                           |                                      | Uváděn též jako Anton Schröder. |
| Schönborn Ervín Damián           | velkostatkářská     | svěřenecké velkostatky                                |                                      | [ 19 ] |
| Schreiter Anton                  | městská             | Chomutov, Vejprty, Přísečnice                         | ofic. německý kandidát               | Rezignoval v říjnu 1865. |
| Schreitter Josef                 | venk. obcí          | Most, Hora sv. Kateřiny, Jirkov                       |                                      | Rezignoval v květnu 1862. |
| Schubert Eduard                  | městská             | Praha-Malá Strana                                     |                                      | Zvolen dodatečně r. 1865. |
| Schwarzenberg Bedřich            | virilisté           | arcibiskup pražský                                    |                                      | |
| Schwarzenberg Bedřich            | velkostatkářská     | svěřenecké velkostatky                                |                                      | Po zvolení rezignoval, doplňovací volba vypsána na 12. 4. 1861.                                                                       |
| Schwarzenberg Jan Adolf          | velkostatkářská     | svěřenecké velkostatky                                |                                      | [ 19 ] |
| Schwarzenberg Karel III.         | velkostatkářská     | nesvěřenecké velkostatky                              |                                      | [ 4 ] |
| Schwarzenfeld Ludwig             | velkostatkářská     | nesvěřenecké velkostatky                              |                                      | Zemřel 11. 10. 1863. |
| Skrejšovský Jan Stanislav        | venk. obcí          | Dvůr Králové, Jaroměř                                 |                                      | Zvolen v lednu 1863 místo B. Landrocka.                                                                                               |
| Skrejšovský Jan Stanislav        | venk. obcí          | Pardubice, Holice, Přelouč                            |                                      | Zvolen v listopadu 1866. Volba zpochybněna. Koncem listopadu 1866 rezignoval.                                                         |
| Skuherský Rudolf                 | venk. obcí          | Chrudim, Nasavrky                                     |                                      | Zvolen v dubnu 1861. Zemřel v říjnu 1863.                                                                                             |
| Slach František                  | venk. obcí          | Kralovice, Manětín                                    | ofic. český kandidát                 | Rezignoval r. 1862. |
| Slavík Josef                     | venk. obcí          | Litomyšl, Polička                                     | nez. český kandidát                  | [ 22 ] |
| Stamm Ferdinand                  | městská             | Karlovy Vary, Jáchymov                                | nez. německý kandidát                | Pak zvolen A. Brinz jako ofic. německý kandidát.                                                                                      |
| Stamm Ferdinand                  | venk. obcí          | Žatec, Chomutov, Postoloprty, Bastianperk, Podbořany  | v tomto obvodu nez. německý kandidát | [ 1 ] |
| Staněk Jan                       | venk. obcí          | Benešov, Neveklov, Vlašim                             | ofic. český kandidát                 | [ 1 ] |
| Stangler Franz                   | venk. obcí          | Lanškroun, Ústí n. O.                                 | nez. kandidát                        | [ 15 ] |
| Stangler Josef                   | velkostatkářská     | nesvěřenecké velkostatky                              |                                      | [ 4 ] |
| Stark Anton von                  | obch. a živn. komor | Plzeň                                                 |                                      | Rezignoval před zářím 1866. |
| Steffan Friedrich                | městská             | Vrchlabí, Lanov, Hostinné                             |                                      | Rezignoval v prosinci 1863. |
| Steffens Peter                   | obch. a živn. komor | Budějovice                                            |                                      | [ 25 ] |
| Stickel Siegmund Heinrich        | městská             | Č. Lípa                                               |                                      | [ 25 ] |
| Stöhr Anton                      | městská             | Loket, Slavkov, Schönfeld, Bečov, Sangerberg          |                                      | [ 22 ] [ 31 ] |
| Stradal Franz                    | venk. obcí          | Teplice, Duchcov, Bílina                              | nez. německý kandidát                | [ 1 ] |
| Strache Franz Eduard             | městská             | Rumburk                                               |                                      | [ 31 ] |
| Suida Franz                      | venk. obcí          | Broumov, Police                                       | nez. německý kandidát                | [ 18 ] |
| Svátek Vavřinec                  | venk. obcí          | Písek, Vodňany                                        | ofic. český kandidát                 | [ 26 ] |
| Svoboda František                | velkostatkářská     | nesvěřenecké velkostatky                              |                                      | [ 4 ] |
| Šandera Čeněk                    | městská             | Dvůr Králové, Náchod, Hořice                          | nez. český kandidát                  | Rezignoval r. 1865. |
| Šebek František                  | městská             | Vysoké Mýto, Skuteč, Hlinsko                          | ofic. český kandidát                 | [ 25 ] |
| Šícha Josef                      | venk. obcí          | Kutná Hora, Čáslav                                    | ofic. český kandidát                 | Rezignoval v listopadu 1866. |
| Škarda Jakub                     | venk. obcí          | Domažlice, Nová Kdyně                                 | ofic. český kandidát                 | Zvolen v dubnu 1861 po rezignaci F. A. Braunera.                                                                                      |
| Šlechta Antonín                  | městská             | Mnichovo Hradiště, Turnov, Bělá                       | ofic. český kandidát                 | [ 35 ] |
| Šternberk Jaroslav               | velkostatkářská     | svěřenecké velkostatky                                |                                      | [ 19 ] |
| Štětka Josef Jaromír             | městská             | Kutná Hora                                            | ofic. český kandidát                 | Rezignoval v lednu 1863. |
| Švestka František                | městská             | Karlín                                                |                                      | Do sněmu zvolen dodatečně před rokem 1863.                                                                                            |
| Taaffe Eduard                    | velkostatkářská     |                                                       |                                      | Zvolen v únoru 1864. Rezignoval v listopadu 1866.                                                                                     |
| Taschek Franz                    | velkostatkářská     | nesvěřenecké velkostatky                              |                                      | [ 4 ] |
| Tedesco Ludwig                   | městská             | Praha-Josefov                                         |                                      | [ 18 ] |
| Tempsky Friedrich                | obch. a živn. komor | Praha                                                 |                                      | Rezignoval r. 1862. |
| Tetzner Gustav                   | obch. a živn. komor | Cheb                                                  |                                      | [ 25 ] |
| Thomas Leopold                   | městská             | Kraslice, Nejdek, Schönbach                           |                                      | Rezignoval v říjnu 1866. |
| Thun František Antonín II.       | venk. obcí          | Děčín, Benešov, Č. Kamenice                           | nez. kandidát                        | [ 22 ] [ 16 ] |
| Thun-Hohenstein Leopold Lev      | velkostatkářská     | nesvěřenecké velkostatky                              |                                      | Rezignoval v listopadu 1866. |
| Thun-Hohenstein Josef Osvald I.  | velkostatkářská     | svěřenecké velkostatky                                |                                      | [ 19 ] |
| Thun-Hohenstein Theodor Karel    | velkostatkářská     | svěřenecké velkostatky                                |                                      | [ 19 ] |
| Thurn-Taxis Hugo                 | velkostatkářská     | nesvěřenecké velkostatky                              |                                      | [ 4 ] |
| Tomíček Karel                    | venk. obcí          | Vrchlabí, Rokytnice, Jilemnice                        | ofic. český kandidát                 | [ 41 ] |
| Tonner Emanuel                   | venk. obcí          | Strakonice, Horažďovice                               | ofic. český kandidát                 | Zvolen v dubnu 1861 místo F. Palackého.                                                                                               |
| Trenkler Gustav                  | obch. a živn. komor | Liberec                                               |                                      | Rezignoval r. 1865. |
| Trojan Alois Pravoslav           | venk. obcí          | Příbram, Dobříš                                       | ofic. český kandidát                 | [ 1 ] |
| Tuna František Eduard            | virilisté           | rektor pražské univerzity                             |                                      | Rektor pražské univerzity pro rok 1860/1861                                                                                           |
| Uher František                   | městská             | Lanškroun, Ústí n. Orlicí, Č. Třebová                 | v tomto obvodu nez. český kandidát   | [ 18 ] |
| Uchatzy August                   | venk. obcí          | Rumburk, Varnsdorf                                    | ofic. něm. kandidát                  | Zvolen v listopadu 1866. |
| Urbánek Ferdinand                | venk. obcí          | Dvůr Králové, Jaroměř                                 |                                      | Zvolen v říjnu 1865. |
| Václavíček Václav Vilém          | velkostatkářská     | nesvěřenecké velkostatky                              |                                      | [ 4 ] |
| Václavík Alois                   | venk. obcí          | Poděbrady, Městec Králové                             | nez. český kandidát                  | [ 22 ] |
| Vaníček Jan                      | venk. obcí          | Vimperk, Volyně                                       | s podporou veškerých voleb. sborů    | [ 22 ] |
| Vaňka Václav                     | velkostatkářská     | nesvěřenecké velkostatky                              |                                      | [ 4 ] |
| Velflík Jan                      | venk. obcí          | Rakovník, Křivoklát, Nové Strašecí, Louny             |                                      | Zvolen v listopadu 1866 místo F. Daneše.                                                                                              |
| Voith Ferdinand                  | venk. obcí          | Chotěboř, Habry                                       | nez. kandidát                        | [ 1 ] |
| Vojáček Antonín                  | městská             | Jindřichův Hradec, Bystřice                           |                                      | Rezignoval v listopadu 1866. |
| Vojáček Jan Bohdan               | velkostatkářská     |                                                       |                                      | Podle některých pramenů zvolen v roce 1861.                                                                                           |
| Volkelt Johann                   | městská             | Frýdlant, Chrastava                                   |                                      | [ 25 ] |
| Waidele von Willingen Ernst      | venk. obcí          | Žlutice, Bochov                                       | ofic. německý kandidát               | Uváděn též jako Ernst Weidele von Willingen. Rezignoval před zářím 1866.                                                              |
| Waldert Anton                    | venk. obcí          | Kadaň, Přísečnice, Doupov                             |                                      | [ 1 ] |
| Waldstein Ernst                  | velkostatkářská     | svěřenecké velkostatky                                |                                      | Rezignoval před zářím 1866. |
| Wallis Friedrich                 | velkostatkářská     | svěřenecké velkostatky                                |                                      | [ 19 ] |
| Wenisch Johann                   | venk. obcí          | Tachov, Přimda                                        |                                      | Zvolen dodatečně ještě na jaře 1861                                                                                                   |
| Wenzig Josef                     | venk. obcí          | Hradec Králové, Nechanice                             | ofic. český kandidát                 | [ 1 ] |
| Westphalen-Fürstenberg Bedřich   | velkostatkářská     | nesvěřenecké velkostatky                              |                                      | Zvolen v lednu 1866. |
| Wiese Ignác                      | venk. obcí          | Turnov, Český Dub                                     | ofic. český kandidát                 | [ 22 ] |
| Wokaun Franz                     | městská             | Rychnov, Žamberk, Kostelec n. Orlicí, Dobruška        |                                      | [ 21 ] |
| Wolf Josef                       | venk. obcí          | Horšovský Týn, Hostouň, Ronšperk                      |                                      | Zvolen v lednu 1866. |
| Wolfrum Karl Georg               | městská             | Teplice, Ústí n. Labem                                |                                      | [ 18 ] |
| Wolfrum Karl Georg               | obch. a živn. komor | Liberec                                               |                                      | [ 26 ] [ 25 ] |
| Wozelka Franz                    | městská             | Krumlov, Kaplice, Nové Hrady, Vyšší Brod              |                                      | [ 25 ] |
| Wratislaw Josef                  | velkostatkářská     | nesvěřenecké velkostatky                              |                                      | [ 4 ] |
| Wucherer Peter                   | venk. obcí          | Planá, Teplá, Bezdružice                              | nez. německý kandidát                | Rezignoval v květnu 1866. |
| Zap Karel Vladislav              | městská             | Jílové, Vyšehrad, Benešov, Č. Kostelec                | ofic. český kandidát                 | [ 18 ] |
| Zátka Hynek                      | venk. obcí          | Budějovice, Lišov, Trhové Sviny, Hluboká, Týn n. Vlt. | nez. český kandidát                  | [ 41 ] [ 16 ] |
| Zedtwitz Kurt                    | velkostatkářská     | nesvěřenecké velkostatky                              |                                      | [ 4 ] |
| Zeidler Jeroným Josef            | velkostatkářská     |                                                       |                                      | Poslancem v l. 1863–66. |
| von Zeileisen Johann Miesl       | venk. obcí          | Karlovy Vary, Loket, Bečov                            | nez. německý kandidát                | [ 41 ] |
| Zelený Václav                    | venk. obcí          | Německý Brod, Humpolec, Polná, Přibyslav, Štoky       | ofic. český kandidát                 | [ 15 ] |
| Zenk Eduard                      | obch. a živn. komor | Liberec                                               |                                      | Zvolen v dubnu 1861. |
| Zessner Vincenc                  | velkostatkářská     | nesvěřenecké velkostatky                              |                                      | [ 4 ] |
| Zikmund Josef                    | městská             | Čáslav, Chotěboř, Golčův Jeníkov                      | ofic. český kandidát                 | [ 25 ] |
| Žák Jan                          | městská             | Pardubice, Chlumec, Holice                            | ofic. český kandidát                 | [ 35 ] |

- Kandidáti označení jako  oficiální český kandidát byli navrženi společným českým volebním výborem, kandidáti označení oficiální německý kandidát byli navrženi společným německým volebním výborem jako Freisinnig und deutsch. Kromě toho v některých obvodech uspěli i nezávislí kandidáti, čeští i němečtí (popřípadě národnostně nevyhranění). Jiní oficiální čeští i němečtí kandidáti byli spontánně zvoleni ve vícero obvodech, v takovém případě v nich kandidovali formálně jako nezávislí (F. Palacký, A. Schmerling...)